# Glyn Smallwood Jones
Pour les articles homonymes, voir Glyn Jones et Jones.
 (mai 2025).
Si vous disposez d'ouvrages ou d'articles de référence ou si vous connaissez des sites web de qualité traitant du thème abordé ici, merci de compléter l'article en donnant les références utiles à sa vérifiabilité et en les liant à la section « Notes et références ».
Sir Glyn Smallwood Jones (9 janvier 1908 – 10 juin 1992) est un administrateur colonial britannique en Afrique australe. Il est gouverneur du Nyassaland (actuel Malawi) de 1961 jusqu'à l'indépendance en 1964. Il est ensuite gouverneur général du Royaume du Malawi jusqu'à la proclamation de la république en 1966.

## Biographie
Né dans une famille méthodiste presbytérienne à Chester en Angleterre, il fréquente la King's School (en) et en devient le Head Boy et capitaine en 1926. Plus tard, il est admis en tant qu'étudiant libre de la St Catherine's Society (maintenant St Catherine's College) où il fait partie de l'équipe de football. Après avoir gradué en 1930 et complété avec succès le Tropical Africa Services course d'Oxford en 1931, il accepte un poste dans le nord de la Rhodésie (maintenant la Zambie) en tant qu'officier cadet administratif du service colonial.

### Rhodésie du Nord
En juin 1931, Jones est confirmé et conduite au Edinburgh Castle du Cap. Il passe ensuite le huit premiers moins dans un camp dans la vallée du Zambèze en Rhodésie du Nord. En février 1932, il est posté à Mwinilunga (en) dans le nord-ouest du pays et où il passe deux ans et demi. Durant cette période, il apprend le chewa. Son mandat complété, il quitte en 1934 pour Luanshya dans la ceinture de cuivre pendant une période de troubles avec les mineurs autochtones locaux. En 1936 et 1937, il joue pour l'équipe nationale de football de la Rhodésie du Nord.
Il épouse Margaret McWilliam en 1938, mais le couple se sépare rapidement étant donné le refus de McWilliam de suivre Jones en Rhodésie. De retour, il est positionné à Balovale (en) dans le nord-ouest de la province. Il travaille en tant que secrétaire de la Commission Balovale sous la direction de Philip James Macdonell (en) en juillet 1939. Après la déclaration de guerre du Royaume-Uni contre l'Allemagne, Jones demande sans succès d'être démobilisé pour prendre part au conflit. Officiellement divorcé en octobre 1942, il épouse en seconde noces l'infirmière Nancy Featherstone en novembre 1942. Le couple est ensuite installé à Feira (en) (maintenant Luangwa) où naissent Elisabeth (1944) et Timothy (1946).
En 1951, Jones est nommé commissaire au Développement et prend résidence dans la capitale Lusaka. En 1955, il devient secrétaire intérimaire au Développement, membre du Conseil législatif et membre temporaire du Conseil exécutif. Promu Commissaire provincial le 1er décembre 1955. En août 1956, il quitte pour Ndola dans la province de l'Ouest et, en février 1957, il devient commissaire résident du Barotseland. Durant son mandat, il administre avec succès la visite de sir Arthur Benson (en), gouverneur de la Rhodésie du Nord en contemporain lors de ses études à Oxford. Il est ensuite nommé au secrétaire au Affaires autochtones et devient confident du lieutenant du gouverneur.

### Nyassaland
Après la remise en 1959 du rapport de la Commission Devlin (en) (Commission d'enquête du Nyassaland) devant faire la lumière sur les troubles dans la colonie du Nyassaland, le secrétaire d'État britannique aux Colonies, Iain Macleod, nomme Jones au poste de Chef secrétaire au Nyassaland. La nomination est motivée par les critiques du rapport envers l'administration coloniale « peu impressionnante » alors en place. La réputation de conciliateur de Jones dans les troubles de la ceinture de cuivre lors de son passage en Rhodésie du Nord motive alors la décision. Jones accepte la nomination et visite en prison le Dr Hastings Kamuzu Banda à Gwelo en mars 1960. Banda était alors un farouche opposant à la création d'une fédération unifiant le Nyassaland avec la Rhodésie. À la suite de cette visite, Banda est libéré en avril 1960.
Macleod discréditant l'administration du gouverneur sir Robert Perceval Armitage (en) comme un obstacle au développement de la région, ce dernier est poussé à la retraite en août 1960 et Jones le remplace à titre intérimaire. Durant son administration, Jones poursuit les rencontres avec Banda et libère plusieurs prisonniers politiques. Avec la retraite effective d'Armitage en octobre 1960, Jones devient officiellement gouverneur et est décoré de l'ordre de Saint-Michel et Saint-Georges. Peu après, il prête serment en avril 1961.
Lors des élections d'août 1961, les membres du parti de Banda, le Parti du congrès du Malawi, exercent plusieurs actes de violence et d'intimidation contre des opposants politiques. Néanmoins, Banda et trois autres membres sont nommés ministres dans le nouveau gouvernement. Le 1er février 1963, Banda devient premier ministre et l'indépendance est acquise l'année suivante en juillet 1964. Le Malawi devenant royaume indépendant au sein du Commonwealth, Jones devient gouverneur général. Moins de deux mois plus tard, la crise du cabinet (en) dénonce la dérive autocratique du pouvoir. En septembre, la plupart des ministres avaient fuit le pays qui devient officiellement une république en juin 1966 et met fin au mandat de Jones le mois suivant.

### Retraite et mort
Jones retourne en Angleterre où il continue de s'impliquer dans les affaires malawites et de d'autres pays africains. De 1967 à 1974, il est en charge de la nouvelle Agence de libre-échange malawite. En 1985, il fait un retour au Malawi dans le cadre d'un entretien avec Banda pour une série télévisuelle sur la fin de l'Empire. Souffrant de maux lors d'un voyage en Turquie en avril 1992, il meurt peu de temps après son retour en Angleterre pour recevoir des traitements.
Ses cendres sont disposées dans la sépulture familiale à Zomba. Une rue de Blantyre est nommée en son honneur.